# James Burrows
James Edward Burrows, född 30 december 1940 i Los Angeles, Kalifornien, är en amerikansk TV-regissör som har arbetat med TV sedan 1970-talet. Han har examen från Oberlin College.

## Regi i urval

### 1970-talet
- The Mary Tyler Moore Show
- The Bob Newhart Show
- Rhoda
- Laverne & Shirley
- Taxi

### 1980-talet
- Skål (var han med och skapade)
- Valerie

### 1990-talet
- Wings
- Frasier
- Vänner
- NewsRadio
- Caroline in the City
- Will & Grace

Han har även dykt upp i cameoroller i flera av de serier som han har varit med och skrivit.

## Utmärkelser och nomineringar
Burrows har även varit nominerad för femton stycken Directors Guild of America Awards (DGA Award) och varit nominerad till en Emmy varje år sedan 1980, förutom 1997.
- 1980 - Emmy Award - För regin av komediserien Taxi, avsnittet Louie and the Nice Girl
- 1981 - Emmy Award - För regin av komediserien Taxi, avsnittet Elaine's Strange Triangle
- 1983 - Emmy Award - För komediserien Skål
- 1983 - Emmy Award - För regin av komediserien skål, avsnittet Showdown - Part II
- 1984 - DGA Award - För regin av komediserien Skål, avsnittet Showdown - Part II
- 1984 - Emmy Award - För komediserien Skål
- 1989 - Emmy Award - För komediserien Skål
- 1991 - DGA Award - För regin av komediserien Skål, avsnittet Woody Interruptus
- 1991 - Emmy Award - För komediserien Skål
- 1991 - Emmy Award - För regin av komediserien Skål, avsnittet Woody Interruptus
- 1994 - DGA Award - För regin av komediserien Frasier, avsnittet The Good Son
- 1994 - Emmy Award - För regin av komediserien Frasier, avsnittet The Good Son
- 2000 - Emmy Award - För komediserien Will & Grace
- 2001 - DGA Award - För regin av komediserien Will & Grace, avsnittet Love In The Eighties